# کنستانتین نهم
کنستانتین نهم با نام کامل کنستانتین نهم مونوماخوس (به یونانی: Κωνσταντίνος Θ΄ Μονομάχος) (به انگلیسی: Constantine IX Monomachos) (زادهٔ پیرامون ۹۸۰ — درگذشتهٔ ۱۱ ژانویه ۱۰۵۵) امپراتور بیزانس از ۱۰۴۲ تا ۱۰۵۵ به طور مشترک با همسرش زوئه مقدونی و خواهر زن خود تئودورای مقدونی بود حداقل وی هیچ‌گاه قدرت را در دست نداشت و همیشه قدرت به طور مشترک در دست امپراتریس ها بیزانس که قدرت امپراتوریش هم مدیون آنها بود و آنها زمام امور را به دست داشتن.

## زندگی

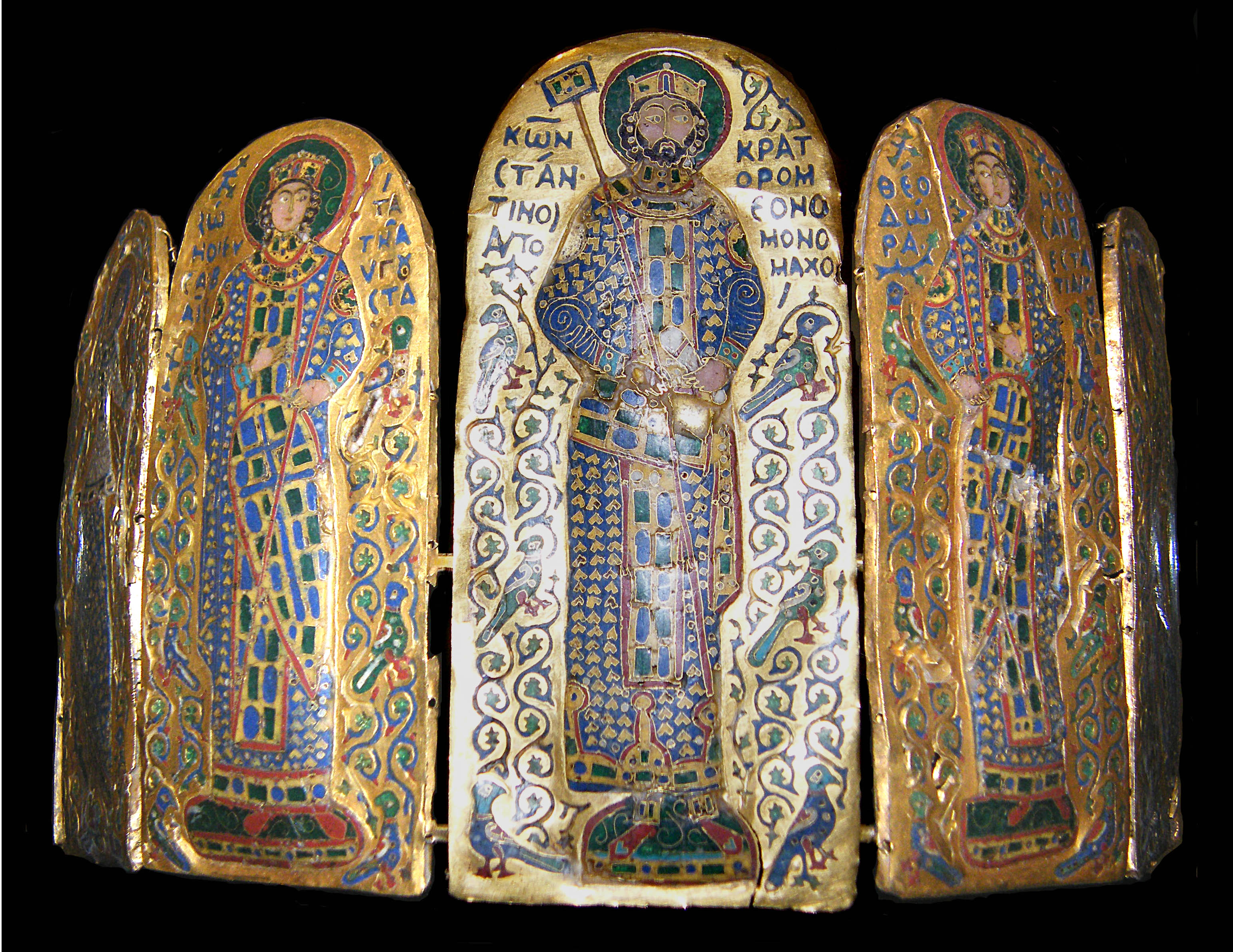
عکس زوئه سمت راست تئودورا سمت چپ و کنستانتین وسط به عنوان امپراتوران و فرمانروایان بیزانس

کنستانتین رسیدنش به مقام امپراتوری را مدیون زوئه، دختر کنستانتین هشتم و امپراتریس دودمان مقدونی بود که او را به‌عنوان سومین همسرش انتخاب کرد. کنستانتین وابسته به حزب مدنی بود که مخالف نجبای نظامی بودند و همین موضوع سبب شد تا او نسبت به استحکامات دفاعی امپراتوری بی‌توجهی نشان داده و از تعداد ارتشیان نیز بکاهد. در عوض کنستانتین مبالغ هنگفتی را صرف ساخت بناهای باشکوه و تجملات نمود و تا آنجا پیش رفت که از ارزش ضرب سکه به‌شدت کاسته شد.
همچنین در دوران فرمانروایی او شورش‌هایی چه در داخل و چه در خارج از امپراتوری به‌قوع پیوست. درعین‌حال نورمان‌ها تصرفات امپراتوری بیزانس در جنوب ایتالیا را مورد تاخت و تاز خود قرار داده بودند و از سوی دیگر پاتزیناک‌ها با عبور از رود دانوب به تراکیه و مقدونیه یورش برده بودند. در مرز ارمنستان نیز ترکان سلجوقی ظاهر شده بودند. کنستانتین نهم خواست تا علیه نورمان‌ها با پاپ متحد شود اما رابطهٔ بد بین دو کلیسای رم و قسطنطنیه مانع از عملی شدن این موضوع شد و دیدار نمایندگان پاپ در ۱۰۵۴ از قسطنطنیه نیز در نهایت به جدایی بیشتر دو کلیسا انجامید.
کنستانتین نهم اگرچه زمامدار برجسته‌ای نبود اما با نظارت او دانشگاه قسطنطنیه مجدداً سازماندهی شد و دوره‌ای از شکوفایی و دانش‌آموزی را تجربه کرد.